# Phytoliriomyza australensis
Phytoliriomyza australensis är en tvåvingeart som beskrevs av Spencer 1963. Phytoliriomyza australensis ingår i släktet Phytoliriomyza och familjen minerarflugor. Inga underarter finns listade i Catalogue of Life.